# 한화투자증권 (1982~2012년 기업)
한화투자증권은 한화그룹 계열사로 1982년 설립되었다.

## 연혁
- 1982년 6월 국민투자신탁 설립
- 1997년 2월 국민투자신탁증권으로 사명 변경
- 1999년 3월 현대투자신탁증권으로 사명 변경
- 2004년 2월 푸르덴셜투자증권으로 사명 변경
- 2010년 6월 한화그룹 계열사로 편입
- 2011년 11월 한화투자증권으로 사명 변경
- 2012년 9월 한화증권과 합병